# Harnaaz Sandhu
Harnaaz Kaur Sandhu (Distretto di Gurdaspur, 3 marzo 2000) è una modella indiana, nota per essere stata la vincitrice di Miss Universo 2021.

## Biografia
Sandhu è nata nel villaggio di Kohali, nel distretto di Gurdaspur, Punjab, vicino alla città di Batala, dall'agente immobiliare Pritampal Singh Sandhu e dalla ginecologa Rabinder Kaur Sandhu. Ha un fratello maggiore di nome Harnoor ed è cresciuta in una famiglia Jat Sikh.
Nel 2006, la famiglia si è trasferita in Inghilterra, prima di tornare in India due anni dopo e stabilirsi a Chandigarh, dove Sandhu ha frequentato la Shivalik Public School e il College Governativo Post laurea per ragazze. Prima di diventare Miss Universo, Sandhu stava conseguendo un master in amministrazione pubblica.
Il 30 settembre 2021 è stata incoronata Miss Diva Universo 2021 dalla detentrice del titolo uscente Adline Castellino, ottenendo quindi il diritto di rappresentare l'India al concorso Miss Universo 2021 che si è tenuto il 12 dicembre 2021 a Eilat, in Israele, vinto proprio da Sandhu. È la terza donna indiana a vincere la competizione dopo Sushmita Sen nel 1994 e Lara Dutta nel 2000.